# Rosmaninhal
Rosmaninhal es una freguesia portuguesa del concelho de Idanha-a-Nova, con 265,90 km² de superficie y 537 habitantes (2001). Su densidad de población es de 2,8 hab/km².